# Liesjärvi
Liesjärvi este o arie protejată (arie specială de conservare — SAC, sit de importanță comunitară — SCI) din Finlanda întinsă pe o suprafață de 1.803 ha, integral pe uscat.

## Localizare
Centrul sitului Liesjärvi este situat la coordonatele 60°40′53″N 23°51′39″E / 60.6814°N 23.8608°E.

## Înființare
Situl Liesjärvi a fost declarat sit de importanță comunitară în august 1998 pentru a proteja 3 specii de animale. Situl a fost protejat și ca arie specială de conservare în aprilie 2015.

## Biodiversitate
Situată în ecoregiunea boreală, aria protejată conține 12 habitate naturale: Lacuri și iazuri distrofice naturale, Pajiști fino-scandinave uscate până la mezice, bogate în specii de altitudine mică, Liziere de ierburi înalte hidrofile de câmpie și de nivel montan până la alpin, Turbării active, Mlaștini turboase de tranziție și turbării mișcătoare, Pante stâncoase silicioase cu vegetație casmofită, Taiga vestică, Păduri fino-scandinave bogate în ierburi cu Picea abies, Păduri de conifere pe eskere fluvioglaciare sau legate la acestea, Pășuni din zone de pădure fino-scandinave, Păduri caducifoliate de mlaștină fino-scandinave, Mlaștini împădurite.
La baza desemnării sitului se află mai multe specii protejate:
- mamifere (2): vidră de râu (Lutra lutra), veveriță zburătoare siberiană (Pteromys volans)
- nevertebrate (1): Graphoderus bilineatus

Pe lângă speciile protejate, pe teritoriul sitului au mai fost identificate 4 specii de plante, 17 specii de păsări, 1 specie de amfibieni, 4 specii de mamifere, 4 specii de nevertebrate, 5 specii de pești.